# プリンス (戦列艦・初代)
|                          |                              |
| 艦歴                     |                              |
| 建造:                    | デットフォード工廠           |
| 進水:                    | 1670年月日                   |
| 改名:                    | ロイヤル・ウィリアム、1692年 |
| その後:                  | 1813年解体                   |
| 性能諸元                 |                              |
| クラス:                  | 100門1等戦列艦               |
| 全長:                    | 竜骨：131ft (40m)            |
| 全幅:                    | 44ft 10in (13.7m)            |
| 喫水:                    | 19ft (5.8m)                  |
| 推進:                    | 帆走（3本マストシップ）      |
| 兵装:                    | 各種口径の砲100門            |
| 性能諸元（1692年再建造） |                              |
| クラス:                  | 100門1等戦列艦               |
| 全長:                    | 砲列甲板：167ft 3in (51.0m)  |
| 全幅:                    | 47ft 2in (14.4m)             |
| 喫水:                    | 18ft (5.5m)                  |
| 推進:                    | 帆走（3本マストシップ）      |
| 兵装:                    | 各種口径の砲100門            |
| 性能諸元（1719年再建造） |                              |
| クラス:                  | 100門1等戦列艦               |
| 全長:                    | 砲列甲板：175ft 4in (53.4m)  |
| 全幅:                    | 50ft 3½in (15.3m)            |
| 喫水:                    | 20ft 1in (6.1m)              |
| 推進:                    | 帆走（3本マストシップ）      |
| 兵装:                    | 各種口径の砲100門            |

プリンス(HMS Prince)はイギリス海軍の100門1等戦列艦。フィニアス・ペット2世によりデットフォード工廠で建造され、1670年に進水した。
1692年にはチャタム工廠のリーにより再建造が行われ、同時にロイヤル・ウィリアム(HMS Royal William)と改名した。2度目の再建造はポーツマス工廠で行われ、1719年9月3日に再々進水した。さらに、84門艦に改装する工事が後に行われた。
ロイヤル・ウィリアムは1813年に解体された。

## 参加海戦
- ソールベイの海戦
- バルフルール岬とラ・オーグの海戦